# アンドロス・タウンゼント
アンドロス・ダリル・タウンゼント（Andros Darryl Townsend, 1991年7月16日 - ）は、イングランド・ロンドン・ウォルサム・フォレスト区レイトンストーン出身のサッカー選手。タイ・リーグ1・カーンチャナブリー・パワーFC]]所属。ポジションはミッドフィールダー (SMF)、フォワード (WG)。

## 経歴

### ユース・ローン時代

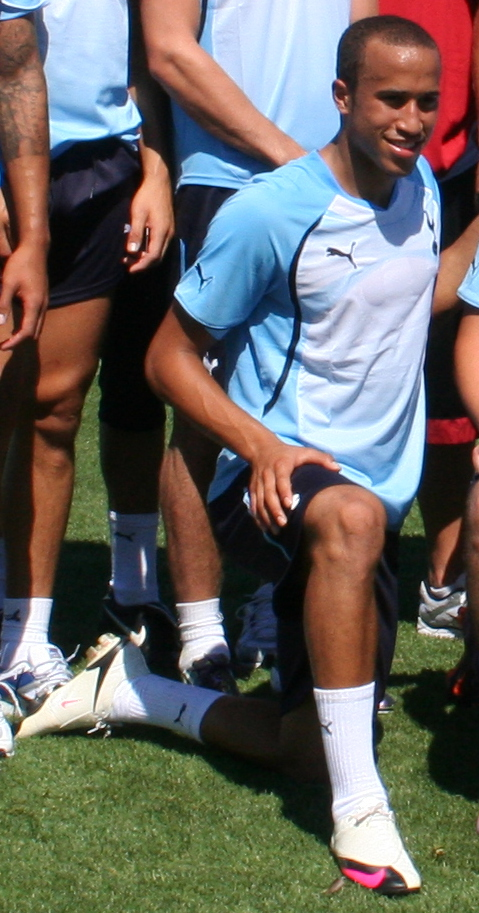
トッテナム・ホットスパーでのタウンゼント（2010年）

タウンゼントは9歳の時にトッテナム・ホットスパーのアカデミーに加入し、ローンに出されるまでユースチームに所属していた。リザーブチームに入ってからはヨーヴィル・タウンやレイトン・オリエント、ミルトン・キーンズ・ドンズにレンタル移籍し、2010-11シーズンにはイプスウィッチ・タウン、ワトフォード、ミルウォールへといった様に、以降も負傷等で所属チームを変更しながら多くのクラブへのレンタル移籍を繰り返した。後の2012年9月16日に迎えたレディング戦で、ようやくトップチームでプレミアリーグデビューを果たした。
2013年に入り、トッテナムの前監督であるハリー・レドナップが率いるクイーンズ・パーク・レンジャーズへ期限付き移籍すると、3月9日のサンダーランド戦でプレミアリーグでの初ゴールを記録。続けて翌週のアストン・ヴィラ戦でも得点するなどの活躍を見せ、ファン投票によってクラブの最優秀若手選手に選ばれた。シーズン終了後トッテナムに復帰したが、シーズン中にサッカー関連賭博を行っていた事が発覚したため、FAにより1万8千ポンドの罰金が科され、さらに4カ月間の出場停止処分が下された。

### トッテナム・ホットスパー復帰以降
2013-14シーズンからメンバーに定置、UEFAヨーロッパリーグプレーオフディナモ・トビリシ戦で先発出場すると、自陣からゴールまで50ヤードの位置でボールを受けてドリブルで単独突破して先制点を記録、その後単騎で右サイドを崩してパウリーニョの追加点をアシストした。
2014-15シーズンの2015年元日のチェルシー戦ではPKで得点を記録、3月のスウォンジー・シティ戦では左サイドから1人でカウンターを完遂してそのまま得点した。プレミアリーグ第27節延期分クイーンズ・パーク・レンジャーズ戦ではフリーキックからハリー・ケインの得点をアシストした。

### ニューカッスル・ユナイテッド

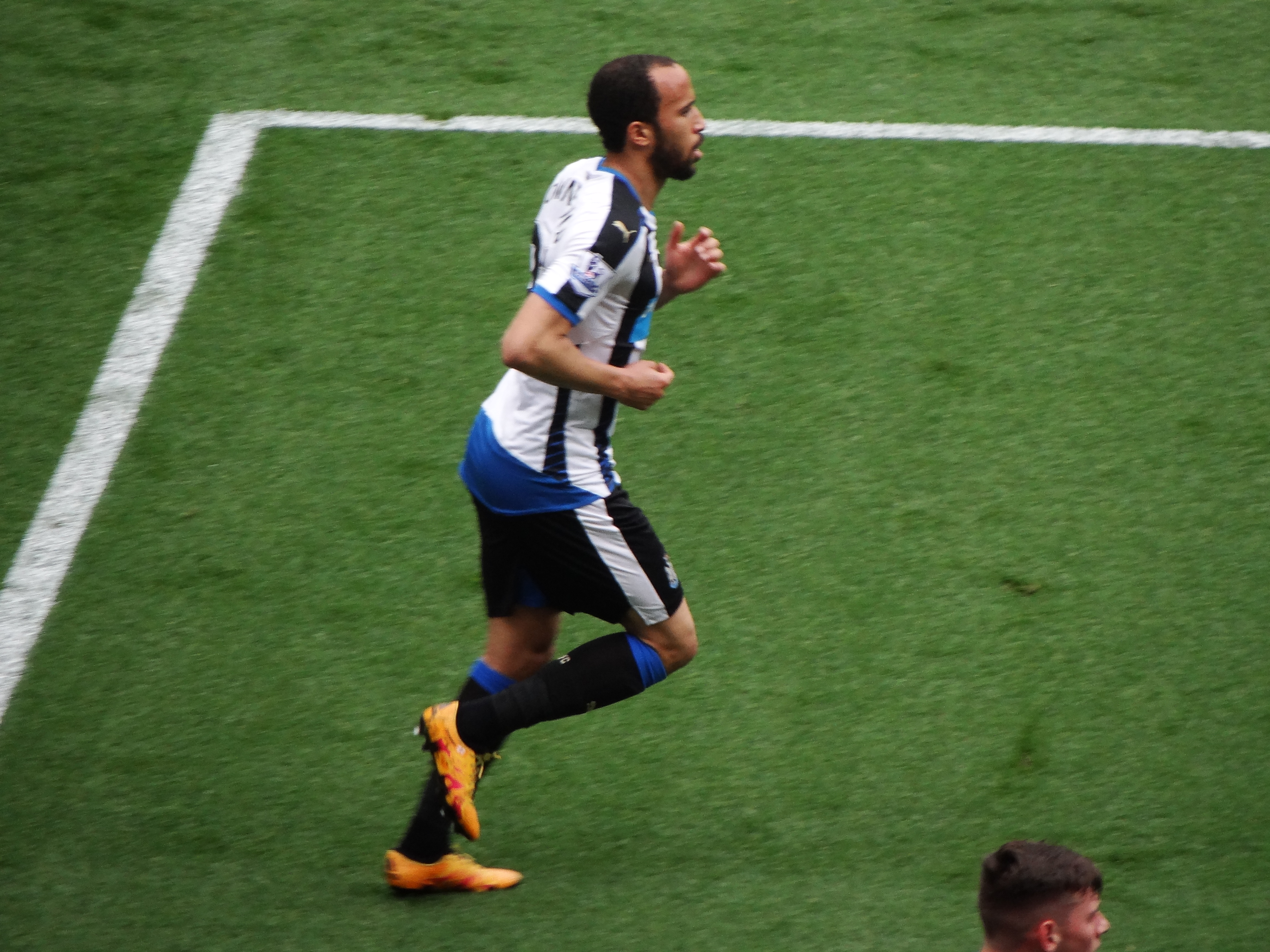
ニューカッスル・ユナイテッドでのタウンゼント（2016年）

2015-16シーズンはマウリシオ・ポチェッティーノ監督の構想を外れ、トッテナムで3試合に途中出場したのみで、シーズン途中にニューカッスル・ユナイテッドへ移籍した。

### クリスタル・パレス

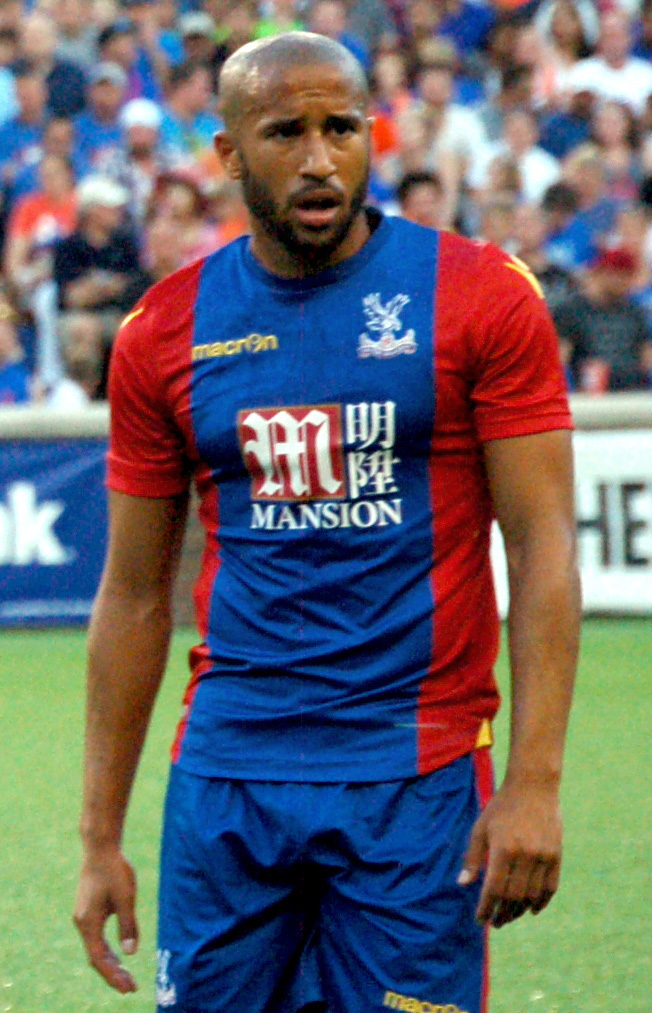
クリスタル・パレスでのタウンゼント（2016年）

2016-17シーズン、ニューカッスルの2部降格により、クリスタル・パレスに5年契約で移籍した。 2018-19シーズン、12月のマンチェスター・シティ戦で決勝点となるボレーシュートを決めると、これがプレミアリーグ年間最優秀ゴールに選ばれた。

### エヴァートン
2021年7月20日、エヴァートンにフリー移籍で加入し、2年契約を結んだ。ラファエル・ベニテス監督の信頼を勝ち取り、同じポジションだったハメス・ロドリゲスがカタール・スターズリーグに移籍したことも追い風となってポジションに定着した。マンチェスター・ユナイテッド戦では65分に同点ゴールを決め引き分けに貢献した。この時、ゴールパフォーマンスは相手チームにいたクリスティアーノ・ロナウドのものを模倣し、試合後にはロナウドから彼のユニフォームをもらっている。9月13日、バーンリー戦のゴールで通算3度目のプレミアリーグ月間最優秀ゴール賞を受賞した。3月20日、FAカップ準々決勝のクリスタル・パレス戦で負傷しシーズン終了となった。

### ルートン・タウン
2023年10月11日、ルートン・タウンと2024年1月までの短期契約を結んだ。

## 代表歴
U-16、U-17、U-19、U-21の4つのカテゴリで代表を経験している。2013年6月開催のU-21ヨーロッパ選手権に向けたU-21イングランド代表メンバーに選ばれていたが、前述の理由により代表入りを辞退した。
2013年10月11日のワールドカップ予選、モンテネグロ代表戦に先発出場しA代表デビューを果たすと、この試合でミドルシュートを決め代表初得点を挙げた。
2014年10月9日に行われたUEFA EURO 2016予選のサンマリノ代表戦でチームの4点目となるゴールを記録、5-0という勝利に貢献した。2016年のUEFA EURO 2016に臨む代表候補26人に選出されたが、最終メンバーからは落選した。

## タイトル

### 個人
- プレミアリーグ月間最優秀ゴール（英語版）: 2017年3月, 2018年12月, 2021年9月
- プレミアリーグ年間最優秀ゴール（英語版）: 2018-19 (2018年12月のマンチェスター・シティ戦のゴール)
- ロンドンフットボールアワード年間最優秀ゴール: 2019